# Billy Ocean
Billy Ocean, właściwe Leslie Sebastian Charles (ur. 21 stycznia 1950 w Fyzabad) – jeden z pierwszych karaibskich wykonawców muzyki pop i R&B, tworzący w Wielkiej Brytanii, który został przyjęty przez MTV, czego rezultatem była seria hitów Top Ten w połowie lat 80.

## Życiorys
Urodził się w Fyzabad na wyspie Trynidad. Jego ojcem był Hainsley Charles, muzyk z Grenady, a matka miała na imię Violet. W wieku ośmiu lat przeprowadził się z rodziną do Anglii. Jako nastolatek regularnie śpiewał w londyńskich klubach. Swój pierwszy singel wydał w 1972 jako Les Charles w wytwórni Spark Records. 
W 1985 Ocean zdobył nagrodę Grammy dla najlepszego wykonawcy R&B swoim przebojem „Caribbean Queen”, a w 1987 został nominowany do nagrody Brit Award najlepszego brytyjskiego artysty.
Około 1976 przybrał pseudonim Billy Ocean i nagrał swój debiutancki album Billy Ocean z pierwszym singlem Love Really Hurts Without You, który osiągnął na listach przebojów drugie miejsce w Wielkiej Brytanii, a 22. w USA. Więcej hitów pojawiło się na drugim singlu L.O.D. (Love On Delivery). Pisał też piosenki dla innych artystów takich jak La Toya Jackson. W 1982 na amerykańskich listach przebojów Rhythm and Bluesa pojawił się kolejny utwór, Nights (Feel Like Getting Down).
Okres największej popularności artysty zaczął się z albumem Suddenly w 1984 i jego głównym singlem Caribbean Queen. Tytuł oraz tekst tej piosenki były zmieniane dla różnych regionów, dlatego znana jest również jako African Queen lub European Queen. Utwór tytułowy także stał się hitem. Album z 1986 roku Love Zone również sprzedał się bardzo dobrze. Zawierał on utwory (również dostępne jako single): When The Going Gets Tough, The Tough Get Going (temat z filmu Klejnot Nilu) i był to przebój z pierwszego miejsca brytyjskich i drugiego amerykańskich list przebojów oraz There'll Be Sad Songs (To Make You Cry) (numer jeden w USA).
Kolejny album Billy’ego Oceana, Tear Down These Walls (1988) poprzedził singel, numer jeden amerykańskich list przebojów, Get Outta My Dreams, Get Into My Car.
Jego późniejsze albumy, takie jak Time to Move On, Love is For Ever (także znany jako L.I.F.E.) i Showdown, nie zdołały zrodzić przebojów, ale kolekcja największych przebojów (Greatest Hits) z 1989 roku dobrze sprzedawała się przez lata.
Album Time to Move On Ocean nagrał z gwiazdą R&B R. Kelly.
W roku 2002 Uniwersytet Westminster w Londynie przyznał Oceanowi honorowy tytuł doktora muzyki.
Mieszka wraz z żoną Judy i ich trojgiem potomstwa w angielskim hrabstwie Essex.

## Dyskografia
Albumy:
- Billy Ocean (GTO 1975)
- City Limit (GTO 1980)
- Nights (Feel Like Getting Down) (Epic Records 1981)
- Inner Feelings (Epic 1982)
- Suddenly (Jive Records 1984)
- Love Zone (Jive 1986)
- Tear Down These Walls (Jive 1988)
- Greatest Hits (Jive 1989)
- Time to Move On (Jive 1993)
- Love is For Ever (Jive 1997)
- Emotions in Motion (Time Music International 2002)
- On The Run (Planet Media 2003)
- Let's Get Back Together (Jive 2003)
- The Ultimate Collection (Jive 2004)
- Showdown (Jive 2004)
- Can You Feel It (K-tel 2005) (dostępny w internetowym sklepie muzycznym Apple iTunes)
- YBC! (Jixxtaposition Records 2007)

Notowane single:
| Rok  | Tytuł                                          | Pozycja na Liście |
| Rok  | Tytuł                                          | LP3               |
| ---- | ---------------------------------------------- | ----------------- |
| 1984 | Caribbean Queen (No More Love on the Run)      | 30                |
| 1986 | When the Going Gets Tough, the Tough Get Going | 26                |
| 1988 | Get Outta My Dreams, Get Into My Car           | 19                |